# 鹽水武廟
23°19′26″N 120°15′57″E / 23.323898°N 120.265822°E

鹽水武廟正殿

鹽水武廟位於臺灣臺南市鹽水區，主祀關聖帝君，為鹽水的重要廟宇之一。該廟是鹽水護庇宮「七境四角頭」之一的「二媽角新街」角頭廟，但由於該廟舉行的關聖帝君遶境與鹽水蜂炮知名度高，使得其信仰圈不輸給鹽水公廟護庇宮。
鹽水武廟相傳建於永曆年間，永曆廿二年（1668年）擴建，但另有一說認為是康熙五十四年（1715年）所建。

## 沿革

鹽水武廟林文濬捐銀樑籤

### 立廟由來
鹽水武廟確切的創立年代不明。有一傳說是過去在麻豆曾有一信女供奉關聖帝君的畫像，但這幅畫像某天於屋外曝曬時卻被風吹走，最後發現被吹到鹹水港新街（今武廟路）尾端的大榕樹上。但當她打算將畫像取下時，卻無法請回，這時有人想說是否是關聖帝君打算移駕到鹹水港街，擲筊得到肯定答覆後，當地居女與該位信女遂集資搭建了臨時的小廟予以供奉。這座小廟，即是鹽水武廟的起源。後來據說這座小廟在明永曆廿二年（1668年），由鄭成功部將何積善、范文章與陳永華之子陳漢光所擴建。
又有一說該廟是在康熙五十四年（1715年）左右由臺廈道梁文科倡建，但也有認為梁文科只是進行了修建。

### 發展

古香爐

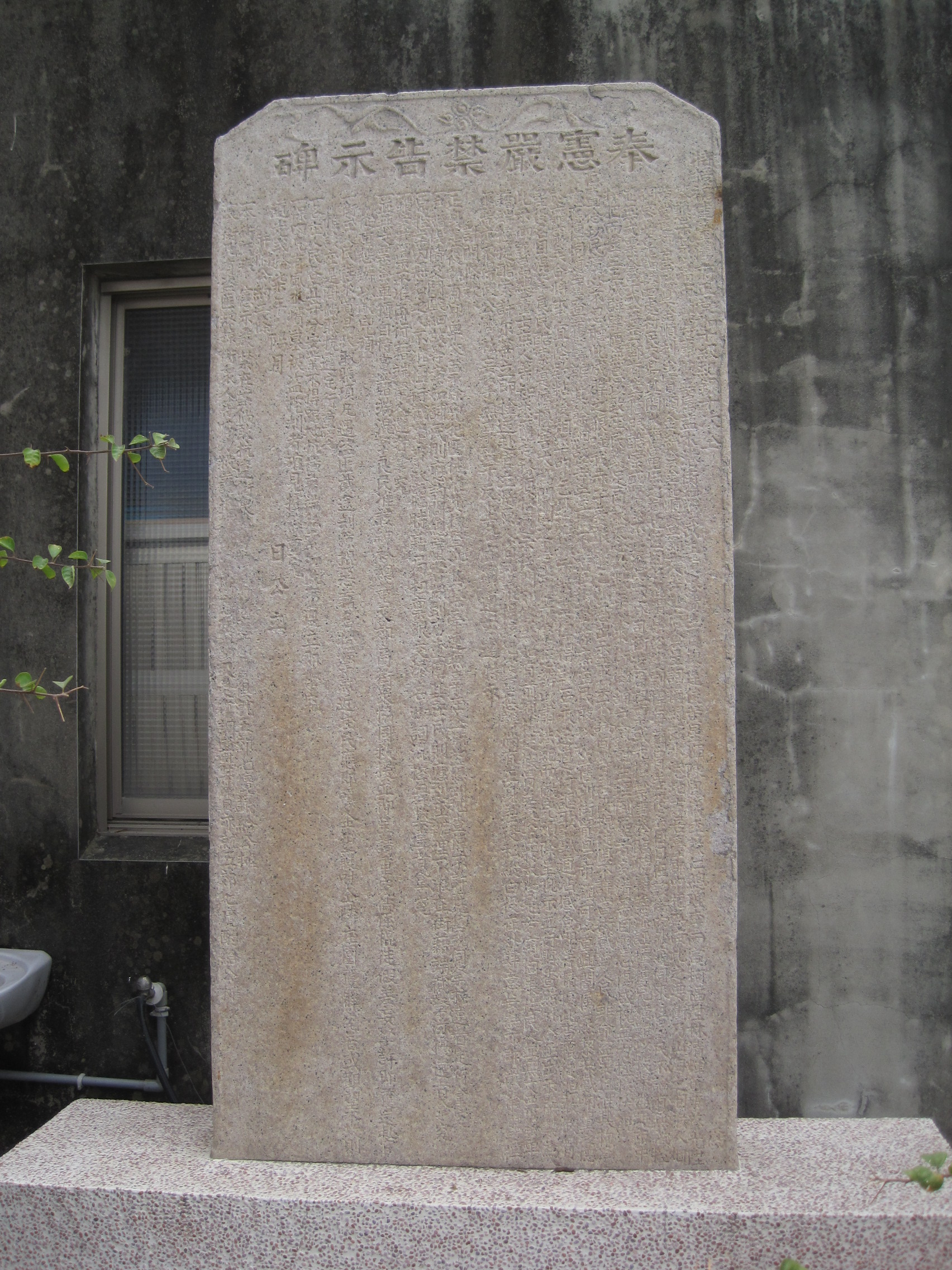
嚴禁奸棍藉冒差役酷索碑記

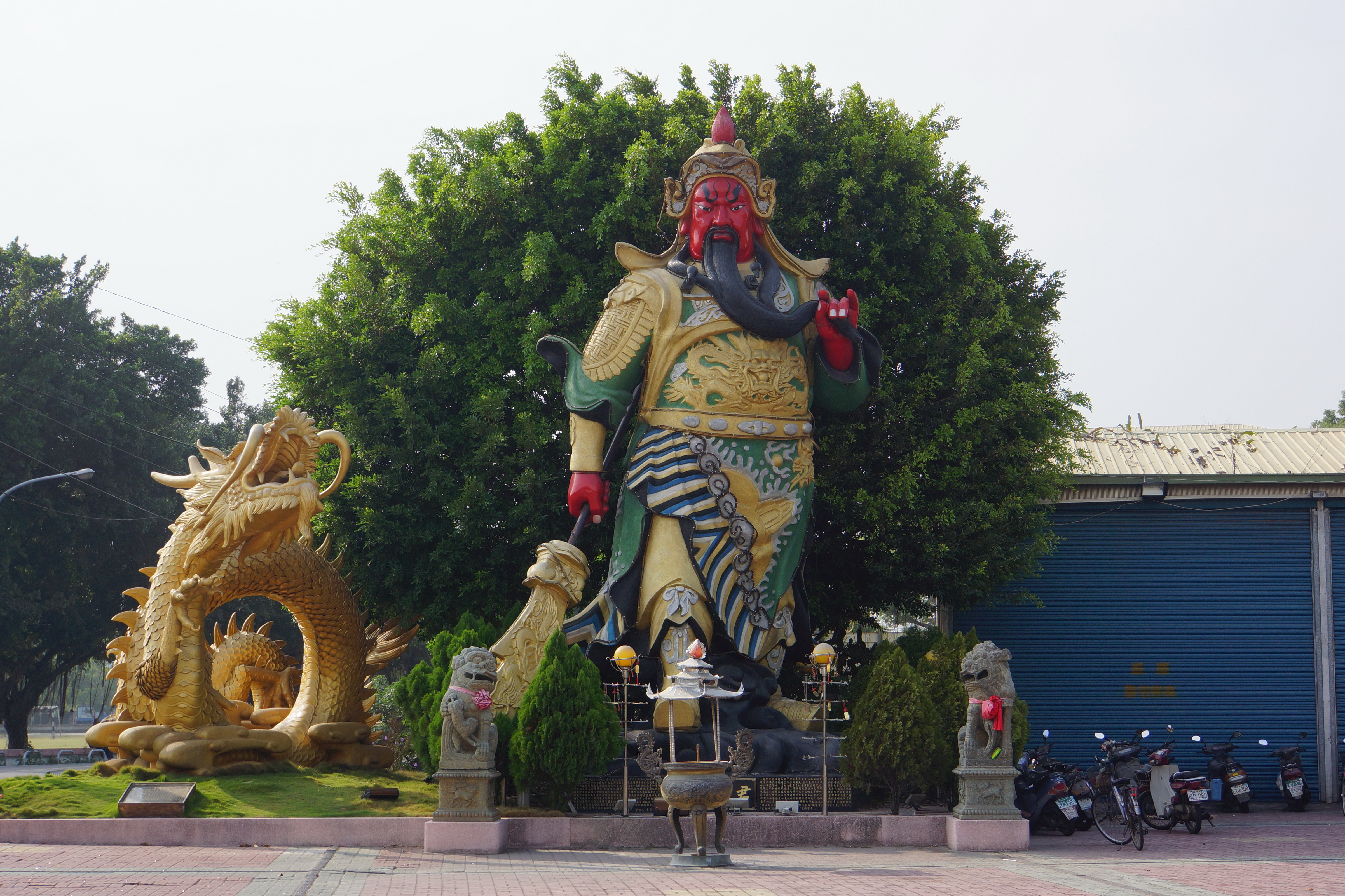
鹽水武廟前廣場之關公像

鹽水武廟後來在乾隆年間曾經整修過，之後在嘉慶八年（1803年）由鹿港日茂行林文濬捐款重修。關於林文濬捐款修建武廟的原因，主要有兩個說法。一是據說林文濬在嘉慶四年（1799年）因案被召到臺灣府城，路經鹽水武廟時向神明祈求保佑他平安無事，而事後他案消無事，遂派人送了銀4100元進行整修。另一說則是林文濬經商時，因故被帳目弄得一團亂，理不出頭緒。後來有位書生造訪，幫他整理了帳目，告別時此書生只說他姓關，住在嘉義縣鹽水港。事後林文濬欲上門答謝，卻找不到人，偶然進了鹽水武廟才發現那位書生就是廟裡的關聖帝君，遂捐款修廟。此次重修奠定了武廟大致規模，此外還增建了後殿佛祖廳（玉蓮寺）。
道光八年（1828年），董事李怡成、曾長源、陳學古、蘇春山、林協泰、謝源美、黃長順、林源興、曾肇期發起募款重修。而後在光緒元年（1875年）又再次重修。
日治時期，武廟在大正六年（1917年）由翁應賢倡修。二次大戰後，民國卅五年（1946年）李春波、翁應賢再次倡修。而到了民國六十年（1971年），時任武廟里里長與鹽水武廟管理人的李春波等人再次集資重修，此外還購置廟地，闢建後花園，次年（1972年）完工。民國六十四年（1974年）成立管理委員會，兩年一選，採「管理人」與主任委員合一制。民國七十二年（1983年）拆除後殿玉蓮寺，將之改建成三層樓高的後殿。該次工程於民國七十六年（1987年）完工，一樓仍為玉蓮寺，二樓為五恩主殿、三樓則是凌霄寶殿。此外該年（1987年）管理委員會由二年一選改成四年。民國八十六年（1997年），成立「蜂炮文物館」。
民國一百零七年（2018年）7月27日到8月5日舉辦2018年關公文化國際藝術節，7月28、29日舉辦歲次戊戌年武廟建廟350週年北巡會香巡禮（鹿草、布袋、義竹、鹽水街內），中華道教關聖帝君弘道協會嘉年華會，8月2日武廟會館慶成謝土大典。

## 祀神
鹽水武廟正殿除關聖帝君之外，還供奉有關平太子、周倉將軍。後殿一樓「玉蓮寺」主祀觀音佛祖，另配祀註生娘娘與福德正神。二樓「五恩主殿」則主祀關聖帝君、呂純陽祖師、岳府千歲、文昌帝君、司命真君，配祀關平太子、周倉將軍。三樓「凌霄寶殿」則供奉有玉皇上帝、南斗星君、北斗星君。

## 鹽水蜂炮
鹽水蜂炮的由來據說與鹽水武廟有密切的關係，清末由於瘟疫蔓延的關係，鹽水沒落，當地人是遂祈求關聖帝君出巡遶境。當時決定從關聖帝君飛昇日的正月十三開始到元宵節期間繞境，而神轎經過之處，居民便燃放煙火鞭炮。而鹽水在經過三天的遶境後滿是煙硝硫磺味，據說後來瘟疫疫情果真減緩，日後幾乎每年居民便都在此時舉行遶境與施放蜂炮。

## 外部連結
- 台南鹽水武廟（页面存档备份，存于）
- 月港武廟的Facebook專頁
- 鹽水武廟  台南旅遊網（页面存档备份，存于）